# Amtsgericht Rennerod
Das Amtsgericht Rennerod war ein Gericht der ordentlichen Gerichtsbarkeit in Rennerod.
Mit § 12 der Verordnung vom 22. Februar 1867 wurde nach der Annexion Nassaus durch Preußen die Trennung von Verwaltung und Justiz angeordnet. Diese war im Herzogtum Nassau nicht gegeben. Die Ämter waren sowohl Verwaltungsbezirke als auch Gerichte erster Instanz. In Rennerod bestand das Amt Rennerod. Mit Verordnungen vom 26. Juni 1867 und 21. August 1867 wurde die Justizfunktion den neu geschaffenen Amtsgerichten, darunter dem Amtsgericht Rennerod übertragen. Das Amtsgericht Rennerod war zunächst dem Kreisgericht Dillenburg nachgeordnet.
Zum Gerichtsbezirk des Amtsgerichts Rennerod gehörten neben dem bisherigen Amt Rennerod noch die Gemeinden Bretthausen, Liebenscheid, Löhnfeld, Neukirch, Stein, Weisenberg und Willingen aus dem bisherigen Amt Marienberg.
Am 1. Oktober 1879 traten die Änderungen des Gerichtsverfassungsgesetzes in Kraft. Das Amtsgericht Rennerod blieb bestehen, anstelle des aufgelösten Kreisgerichtes Dillenburg trat nun aber das Landgericht Limburg.
Da Rennerod nach 1945 Rheinland-Pfalz zugeordnet war und Limburg an der Lahn Hessen, wurde das Amtsgericht Rennerod dem Gerichtsbezirk des Landgerichtes Koblenz zugeordnet.
Im Rahmen der Gebietsreform wurden die Amtsgerichte Rennerod und Wallmerod zum 1. Januar 1967 aufgelöst und dafür das Amtsgericht Westerburg errichtet.

## Richter
- Heinrich Hofmann, Amtsrichter ab 1. Mai 1886
- Johann Jacob Roth, Amtsgerichtsrat